# Рамадан у США

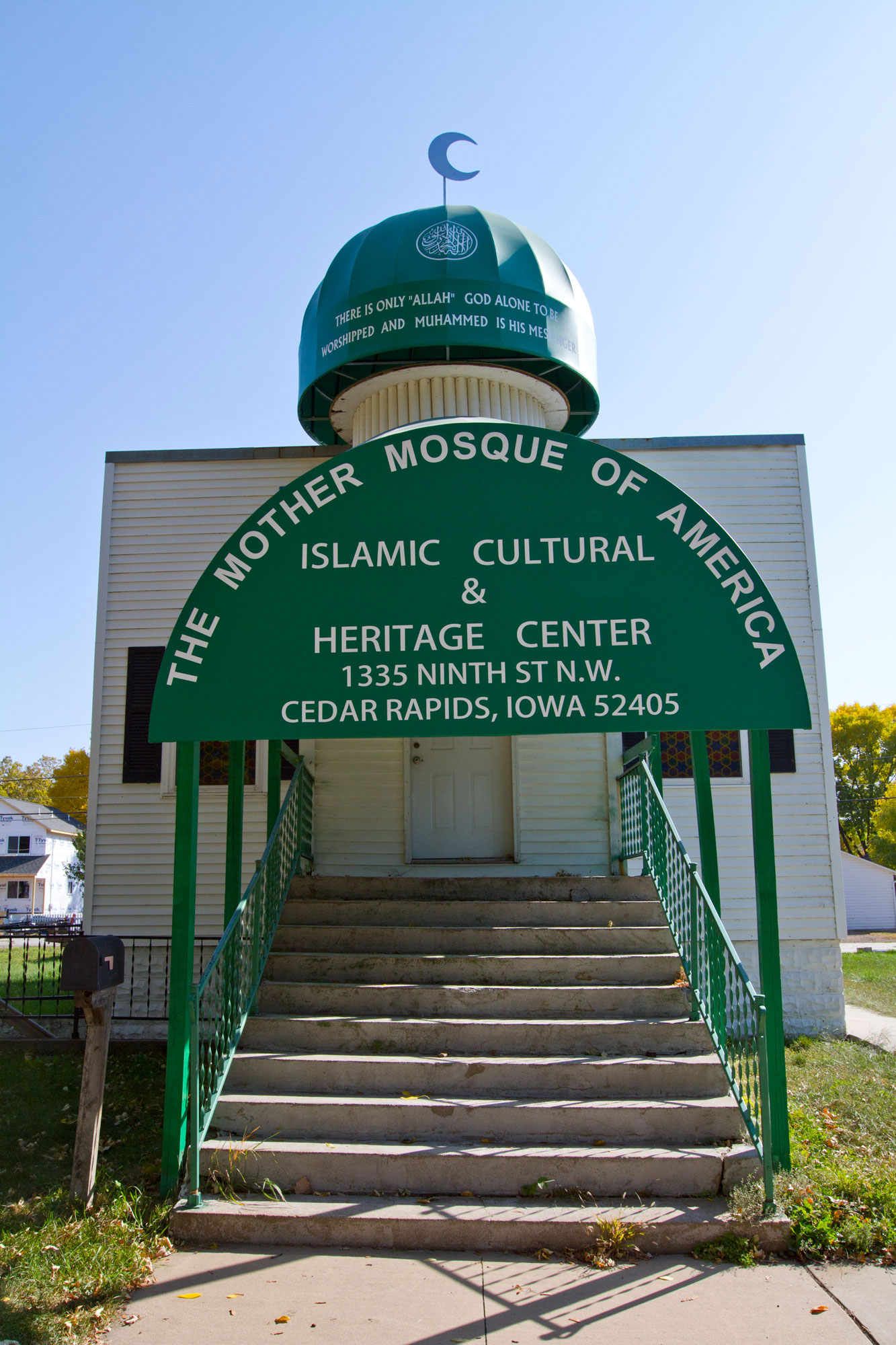
Мечеть у Сідар-Рапідс, штат Айова, де під час Рамадану проводяться молитви та молитви таравіх.

Рамадан у Сполучених Штатах Америки святкують зазвичай в мечетях та ісламських центрах. Мусульмани становлять трохи більше 1 % населення країни.
Іслам і, відповідно, Рамадан спочатку практикувалися в США поневоленими афроамериканцями.Отже, з кінця XIX до значної частини XX століття святкування Рамадану у Сполучених Штатах тісно перепліталося з афроамериканською культурою та традиціями.
Хоча Рамадан і Ід аль-Фітр, кінець місяця, не є федеральними святами, національні та державні установи можуть створити умови для тих, хто святкує. Дедалі частіше деякі шкільні округи в Сполучених Штатах визнають Ід аль-Фітр святом і надають учням вихідний день.

## Піст
За опитуванням дослідницького центру П'ю у 2017 році, 80 % американських мусульман дотримуються посту протягом Рамадану, з невеликою різницею залежно від статі та походження (іммігранти чи народжені в США).

## Таравіх
Протягом місяця Рамадан у мечетях та ісламських центрах проводяться молитви таравіх. Мусульмани приходять для здійснення спільної молитви та читання Корану. Тут також проводять релігійні й освітні лекції та програми, присвячені Рамадану.

## Спілкування та соціальне співіснування
Деякі події Рамадану в Сполучених Штатах мають на меті сприяти спілкуванню та соціальному співіснуванню між мусульманами та немусульманами. Організовуються спільні бенкети іфтар, де немусульман запрошують долучитися до іфтара та обмінятися культурою та знаннями.

## Виклики
Мусульмани в Сполучених Штатах стикаються з деякими проблемами під час посту та дотримання Рамадану в неісламському середовищі. Загальні виклики включають:
- Дієтичні обмеження. У деяких регіонах може бути важко знайти халяльну їжу або страви, що відповідають потребам людей, які постять. Мусульмани можуть шукати спеціальні продуктові магазини або ресторани, що пропонують халяльні страви.
- Місце для молитви та відпочинку. Мусульманам може бути важко знайти відповідне місце для молитви або достатньо часу для відпочинку та розслаблення протягом дня.
- Спілкування та розуміння. Мусульманам може знадобитися розповісти колегам і друзям-немусульманам про свої релігійні потреби та вимоги під час Рамадану. Пояснити ісламські звичаї, традиції та очікування від тих, хто постить, може бути складно.